# Supermetrics
 (février 2025).
Le contenu est difficilement compréhensible vu les erreurs de traduction, qui sont peut-être dues à l'utilisation d'un logiciel de traduction automatique.
 (février 2025).
Supermetrics est une entreprise finlandaise spécialisée dans la technologie du marketing. L'outil développé par l'entreprise permet de collecter, suivre et analyser des données liées au marketing en ligne sur différentes plateformes. Parmi ses clients figurent des entreprises internationales opérant dans les secteurs de la publicité, des médias et des biens de consommation,.

## Histoire

### 2010–2019
L'idée du premier produit de Supermetrics est née lorsque Mikael Thuneberg travaillait chez Sulake, où il analysait l’efficacité des campagnes marketing des clients de l’entreprise dans l’univers virtuel d’ Habbo Hotel,. En cherchant un moyen d’automatiser la récupération des données, il est tombé sur un message dans un forum Google, où la société demandait si quelqu’un pouvait développer un outil permettant de connecter Google Analytics à Microsoft Excel,. Thuneberg a relevé le défi, partagé sa solution en ligne et, en récompense, a reçu un T-shirt Google, ainsi qu'une mention sur le blog de Google Analytics. Grâce à la visibilité obtenue, son application a suscité une forte demande internationale. Il a alors quitté son emploi en 2010 pour créer son entreprise en tant qu’indépendant, développant un outil capable de centraliser les données marketing issues de sources comme les réseaux sociaux vers  Excel ou les services Google. Pendant trois ans, il a également travaillé pour d'autres via son entreprise, après quoi il a transformé son entreprise en société à responsabilité limitée et a adopté le nom Supermetrics.
En 2015, Google a sollicité l’aide de Thuneberg pour développer un module complémentaire destiné à la collecte de données dans son nouveau produit, ce qui l’a conduit à embaucher le premier employé de l’entreprise. L’année suivante, l’entreprise comptait environ 4 000 clients, dont un tiers aux États-Unis. Parmi ses clients figuraient des entreprises telles que BBC, Dyson et Rovio.
L'entreprise a réalisé sa première levée de fonds en novembre 2017 lors de l'événement Slush,. La société de capital-risque finlandaise Open Ocean a investi 3,5 millions d'euros dans Supermetrics, qui était alors partenaire de Google pour le produit Data Studio. L’année suivante, l’entreprise a créé sa première équipe commerciale en recrutant plus de dix commerciaux en l'espace d'un an.
En janvier 2019, l'entreprise a entamé une collaboration avec Microsoft autour de son produit de reporting Power BI. Au printemps, Supermetrics a développé, en partenariat avec Google, un outil de data warehouse sans code pour la plateforme de données BigQuery. La société a également ouvert des bureaux en Lituanie et aux États-Unis. L’expansion en Lituanie était motivée par une pénurie de développeurs en Finlande. Parmi les nouveaux actionnaires figuraient l’entreprise américaine Pharus NY, Lars Björk, ancien PDG de Qlik, ainsi qu'Andrew Somosi, directeur produit chez Nielsen. L’entreprise comptait près de 50 employés, et son chiffre d’affaires a progressé d'environ 770% entre 2017 et 2019, atteignant 13,6 millions d’euros.

### 2020–
Au début de l’année 2020, Supermetrics a recruté son premier directeur financier. Au printemps, l’entreprise a été valorisée à environ 250 millions d’euros lors d’une levée de fonds,, au cours de laquelle elle a obtenu un investissement total de 40 millions d’euros de la part du fonds Highland Europe, d’Ilkka Paananen et d’Institutional Venture Partners. Supermetrics réalisait alors un chiffre d’affaires d’environ 23 millions d’euros, avec un bénéfice dépassant les 8 millions. À la fin de 2021, l’entreprise comptait environ 200 employés répartis entre la Finlande, la Lituanie et les États-Unis.
En 2022, Supermetrics a ouvert un bureau à Dublin. À la suite d'une acquisition en 2020, Google a renommé Google Data Studio à Looker Studio. La nouvelle version de Looker Studio a combiné les technologies de Data Studio et de Looker, tout en intégrant des fonctionnalités d’IA et d’apprentissage automatique.
En janvier 2023, Supermetrics a adopté un modèle de codirection, avec Anssi Rusi rejoignant le fondateur Mikael Thuneberg en tant que co-PDG. Un an plus tard, Thuneberg a quitté son poste de PDG tout en restant président du conseil d'administration.

## Organisation
En 2024, Supermetrics employait plus de 360 personnes. L’entreprise a des bureaux à Dublin, Helsinki, Singapour et Vilnius.
Thuneberg détient la majorité des actions de la société.
Supermetrics est l'un des partenaires clés de HubSpot et le partenaire principal de Google pour Looker Studio,. Par le passé, elle a également collaboré avec Google sur trois autres outils.

## Produits
Les produits de la société sont axés sur le traitement et l’analyse des données marketing. Grâce aux outils de Supermetrics, les données marketing peuvent être intégrées à des plateformes telles que Microsoft Excel, Looker Studio,, Google Sheets ou l'entrepôt de données BigQuery de Google. Les données peuvent être extraites de diverses plateformes comme X, Facebook, LinkedIn, YouTube, Reddit, HubSpot, Salesforce ou la plateforme e-commerce Shopify. Les fonctions d’apprentissage automatique permettent d'analyser quelles images et quels textes ont le mieux performé.
Les premiers produits de Supermetrics étaient des solutions abordables en libre-service que les responsables marketing des entreprises pouvaient déployer eux-mêmes. À partir de 2020, l’entreprise a commencé à proposer des solutions adaptées aux grandes entreprises, pouvant être intégrées aux systèmes d'information internes.

## Marché
En 2020, on estimait que les outils de Supermetrics permettaient d’analyser plus de 10 % du marketing numérique mondial. Environ la moitié des clients de l’entreprise étaient des agences de marketing. L’année suivante, Supermetrics a estimé que près d’un million d’organisations utilisaient ses services, soit directement, soit via des agences marketing.
L'entreprise comptait plus de 17 000 clients en janvier 2022. En janvier 2022, Supermetrics comptait plus de 17 000 clients. Parmi ses clients figuraient Canon, Dyson, HubSpot, LinkedIn, Nestlé, Pfizer et Volvo.

## Reconnaissances
- En 2019, Supermetrics a été classé dans le Technology Fast 50 de Deloitte[13].
- En 2020, Supermetrics a reçu le Prix de l'internationalisation du président de la République[29].